# Vlag van Machelen
De vlag van Machelen werd door de gemeenteraad op 26 januari 1982 officieel vastgesteld als de gemeentelijke vlag van de Vlaams-Brabantse gemeente Machelen. Op 3 december 1984 werd hij door het Bestuur van Vlaanderen bevestigd en uiteindelijk gepubliceerd op 8 juli 1986 in het officiële Belgisch Staatsblad.
Officieel wordt de vlag beschreven als:
Drie even lange banen van zwart, van geel en van blauw.
De vlag was al in 1977 door de gemeenteraad goedgekeurd. De vlag is een combinatie van de vlaggen van de voormalige gemeenten Diegem (zwart en geel) en Machelen (geel en blauw).

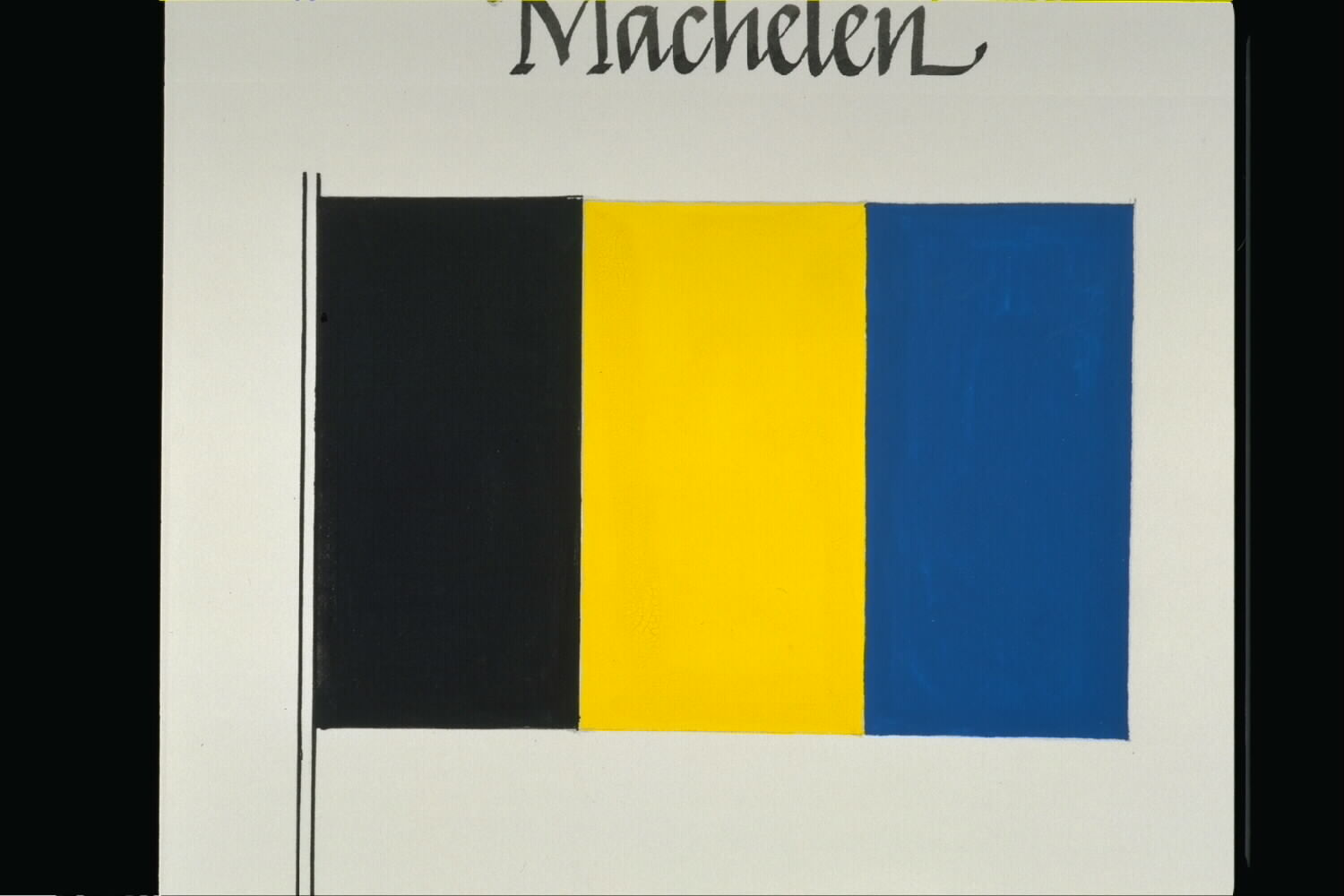
Officiële tekening van de vlag
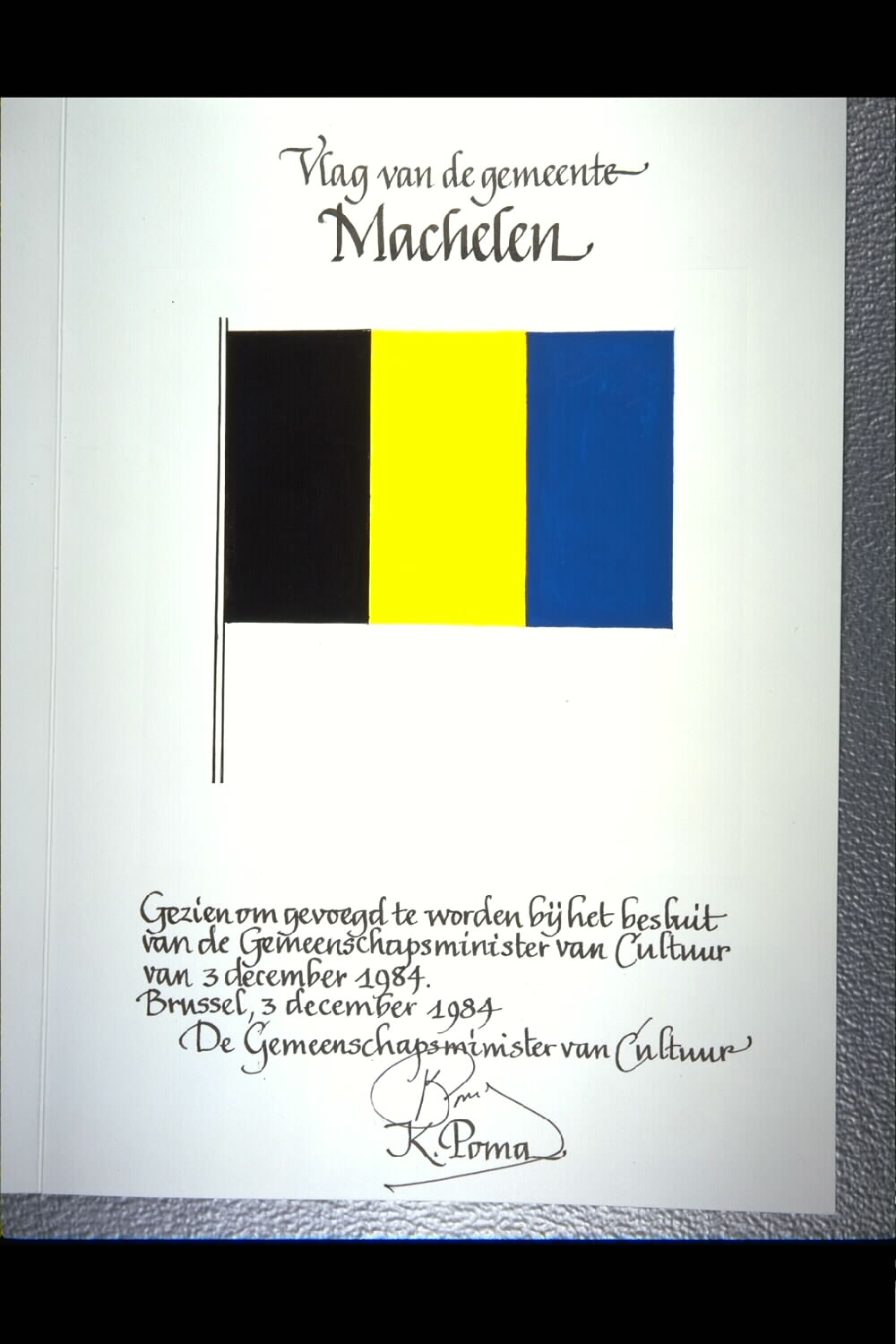
Ontwerp vlag getekend door Karel Poma